# حسن صالح (ممثل)
حسن صالح ممثل مصري كان أحد أهم أعمدة فرقة علي الكسار، قدم على مدار 15 عام (من 1936 إلى 1951) 11 فيلماً سينمائياً بالإضافة للعمل مع فريق علي الكسار بالمسرح. كانت 4 أفلام من قائمة أفلامه من بطولة علي الكسار وهي (خفير الدرك، عثمان وعلي، 100 ألف جنيه، جزيرة الأحلام).

## قائمة أفلامه[2]
- فيلم «خفير الدرك» للمخرج توجو مزراحي عام 1936
- فيلم «100 ألف جنيه» للمخرج توجو مزراحي عام 1936
- فيلم «العز بهدلة» للمخرج توجو مزراحي عام 1937
- فيلم «الرياضي» للمخرج توجو مزراحي عام 1937
- فيلم «عثمان وعلي» للمخرج توجو مزراحي عام 1938
- فيلم «أنا طبعي كده» للمخرج توجو مزراحي عام 1938
- فيلم «الفرسان الثلاثة» للمخرج توجو مزراحي 1941
- فيلم «عنتر وعبلة» للمخرج نيازي مصطفى عام 1945
- فيلم «سلامة» للمخرج توجو مزراحي عام 1945
- فيلم «مغامرات عنتر وعبلة» للمخرج صلاح أبو سيف عام 1948
- فيلم «جزيرة الأحلام» للمخرج عبد العليم خطاب عام 1951

## وصلات خارجية
- حسن صالح على موقع قاعدة بيانات الأفلام العربية
- حسن صالح على موقع الدهليز
- حسن صالح على موقع كاروهات